# Landtagswahl in Hessen 1970
- SPD: 53
- FDP: 11
- CDU: 46

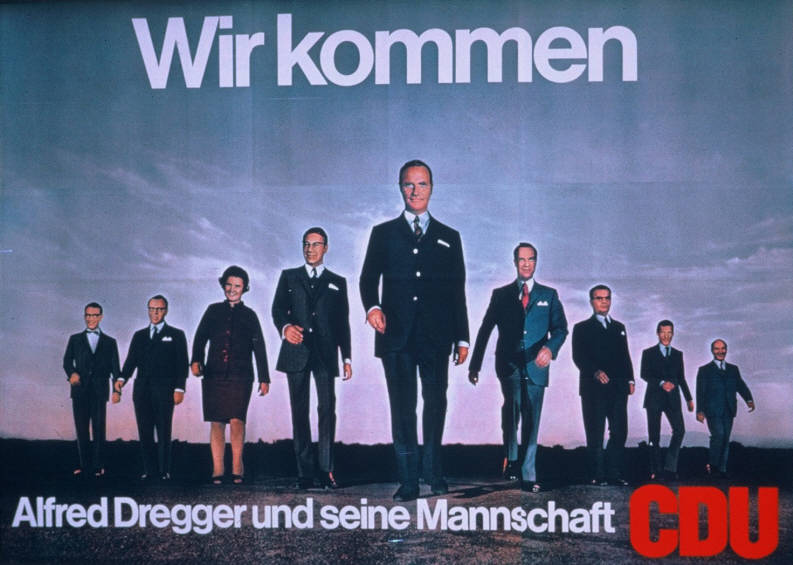
Das "Django"-Plakat der CDU zur Landtagswahl

Die Wahl zum 7. Hessischen Landtag fand am 8. November 1970 statt. Vor der Wahl hatte der Landtag die Einführung der Briefwahl und die Vergrößerung des Landtags von 96 auf 110 Sitze beschlossen. Die gleichfalls beschlossene Absenkung des aktiven Wahlalters auf 18 Jahre und des passiven Wahlalters auf 21 Jahre war vom hessischen Wahlvolk bereits am 8. März 1970 in einem Volksentscheid bestätigt worden.

## Ausgangslage
Die SPD, die 1962 und 1966 die absolute Mehrheit erreicht hatte, trat erstmals mit Albert Osswald als Spitzenkandidaten an, der im Oktober 1969 Ministerpräsident geworden war, nachdem der langjährige und populäre Ministerpräsident  Georg August Zinn aus gesundheitlichen Gründen zurückgetreten war. Die CDU hatte nach der Wahlniederlage von 1966 (26,4 %) ihre Spitze ausgewechselt. Alfred Dregger, seit 1967 Landesvorsitzender der CDU, stand für eine auf scharfe Konfrontation mit der SPD ausgerichtete Linie der Partei, insbesondere in der Bildungspolitik. Die hessische FDP, die in den 50er Jahren als weit rechts stehend gegolten hatte, vollzog im Vorfeld der Landtagswahl mit ihrem Vorsitzenden Heinz Herbert Karry die Linie der Bundespartei nach und strebte eine Koalition mit der SPD an, wie sie auf Bundesebene seit Oktober 1969 bestand.

## Ergebnis
Die SPD verlor die absolute Mehrheit, blieb aber stärkste Partei. Die CDU gewann 13,3 Prozentpunkte und erreichte mit 39,7 % ihr bis dahin bestes Landtagswahlergebnis. Die FDP, die am 14. Juni bei den Landtagswahlen in Niedersachsen und dem Saarland unter 5 % gefallen war und am selben Tag auch in Nordrhein-Westfalen Stimmen verloren hatte, schnitt überraschend stark ab und konnte ihr Ergebnis von 1966 fast halten. Die NPD schied mit 3 % aus dem Landtag aus.
Das Ergebnis im Detail:
| Partei          | Stimmen absolut | Prozent | Wahl- kreisbe- werber | Direkt- man- date | Sitze |
| --------------- | --------------- | ------- | --------------------- | ----------------- | ----- |
| Wahlberechtigte | 3.828.701       |         |                       |                   |       |
| Wähler          | 3.171.227       | 82,2    |                       |                   |       |
| Gültige Stimmen | 3.141.816       | 99,1    |                       |                   |       |
|                 |                 |         |                       |                   |       |
| SPD             | 1.442.201       | 45,9    | 55                    | 38                | 53    |
| CDU             | 1.248.453       | 39,7    | 55                    | 17                | 46    |
| FDP             | 316.270         | 10,1    | 55                    |                   | 11    |
| NPD             | 94.531          | 3,0     | 55                    |                   |       |
| DKP             | 36.712          | 1,2     | 55                    |                   |       |
| EP              | 3.649           | 0,1     | 17                    |                   |       |
| Total           | 3.141.816       | 100     | 292                   | 55                | 110   |

## Folgen
SPD und FDP verfügten mit 64 von 110 Sitzen über eine deutliche Mehrheit und bildeten nach Bonner Muster eine sozialliberale Koalition unter dem bisherigen Ministerpräsidenten Albert Osswald, die am 17. Dezember ihr Amt antrat. Zum ersten Mal war die FDP an einer hessischen Landesregierung beteiligt.